# Uitikon
Uitikon (zürichdeutsch [yːdikχə] Üüdike) ist eine politische Gemeinde im Schweizer Kanton Zürich. Sie liegt im Bezirk Dietikon.

## Geographie
Uitikon liegt im unteren Reppischtal am Übergang ins Limmattal, an der Westflanke des Uetlibergs. Hinsichtlich Arbeitsplätzen, geschäftlicher Tätigkeiten, aufgrund der sehr guten öffentlichen Verkehrsmittel und des kulturellen Angebotes ist Uitikon auf die angrenzende Stadt Zürich ausgerichtet.
Uitikon setzt sich aus den Teilen Ringlikon, Waldegg und Uitikon zusammen. Ringlikon war bis 1917 eine eigene Zivilgemeinde. Die topographisch bedingte Dreiteilung wird noch unterstützt durch die Strasse über die Waldegg. Diese Ausfallstrasse aus Zürich ist eine der am stärksten befahrenen Hauptverkehrsstrassen auf Kantonsgebiet.

## Ortsname
Laut dem Zürcher Siedlungsnamenbuch von 2022 geht der Name Uitikon, mundartlich Üüdike ausgesprochen, vermutlich auf ein althochdeutsches *ze Utinghofun zurück, was ‹bei den Höfen der Leute des Uto› bedeuten würde. Uto war im Althochdeutschen ein häufiger männlicher Personenname, der in den Urkunden des Klosters St. Gallen mehrfach bezeugt ist. Der (für Zürcher Verhältnisse sehr späte) schriftliche Erstbeleg Uͤtinchon von 1227 scheint dagegen eher auf ein ursprüngliches *zi Uotinghofun hinzudeuten, dem ein Personenname Uoto zugrunde läge. Allerdings bezeichnet die Schreibung ů in den damaligen Urkunden nicht immer den Diphthong uo, und die heutige Aussprache mit ü spricht für die erstere Deutung (mit lautgesetzlichem üü als Umlaut von althochdeutsch langem u, hervorgerufen durch das i in der Folgesilbe).
Die Schreibung mit ui für den ü-Laut ist innerhalb der Deutschschweiz ein Unikum. Gemäss Zürcher Siedlungsnamenbuch ist sie problematisch, da sie einen Diphthong (Ui-, Üe- oder ähnlich) evoziert, sprachgeschichtlich und bis heute mundartlich aber der Monophthong Ü- vorliegt. Die Autorinnen des Zürcher Siedlungsnamenbuchs vermuten, die Schreibung Uitikon (die eine mittelalterliche Schreibtradition für den ü-Laut fortsetzt) statt eigentlich zu erwartendem modernem Uetikon sei in späterer Zeit deshalb gewählt worden, um eine Verwechslung mit Uetikon am See zu verhindern. Die heute ausserhalb des Ortes oft zu hörende Aussprache mit Ui statt Ü ist hingegen eine Leseaussprache nach der Schrift, die keine historische Grundlage hat.
Die mundartliche Aussprache des t als d ist nicht lautgesetzlich, sie ist aber auch von anderen Zürcher Ortsnamen bekannt wie Ludrèèdike für Ludretikon (Gemeinde Thalwil), Mèèdike, Määdike für Mädikon (1332 noch Metikon), Öödike für Ötikon (Gemeinde Stäfa) und Widälike für Witellikon (Gemeinde Zollikon).
Am 30. März 1951 beschloss die Gemeindeversammlung, dass die offizielle Ortsbezeichnung unverändert weitergeführt werde, obwohl sie ähnlich klingt wie Uetikon oder, in der schriftnahen Aussprache, wie Witikon.

## Geschichte
Im Zentrum von Uitikon wurden die Reste eines römischen Gutshofs ausgegraben, der wohl im 2. Jahrhundert gebaut wurde. Die Reste des Frigidariums sind im Ortszentrum ausgestellt.

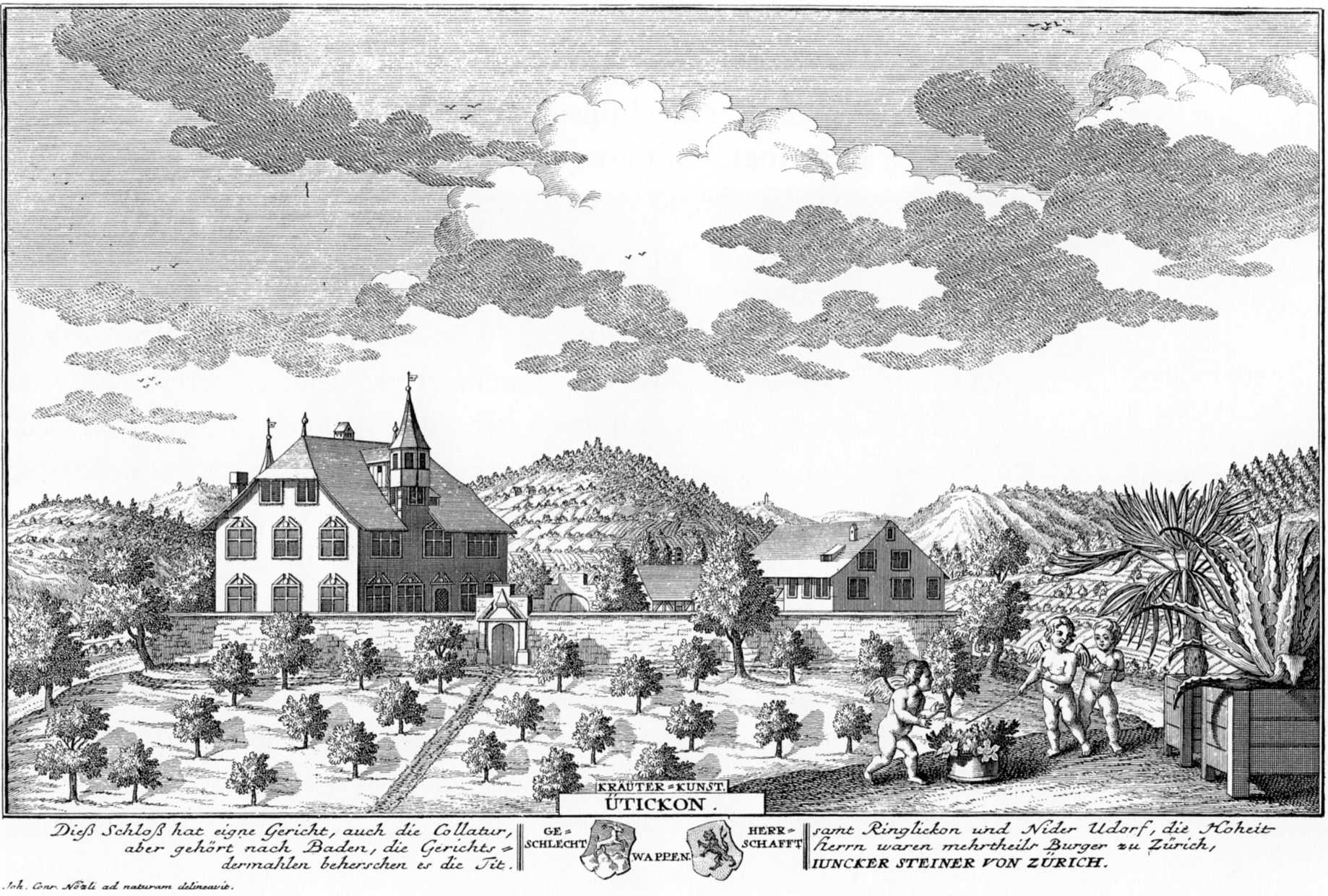
Schloss Uitikon 1742. Radierung von David Herrliberger

Etwas südlich des Dorfkerns Uitikon liegt auf einem Hügel die ehemalige Residenz der Gerichtsherren von Uitikon und Nieder-Urdorf. Oberst Hans Jakob Steiner von Hallwil und seine Nachfolger bauten in den Jahren 1624–1626 «das neue Haus auf dem Büel» zu einem Schloss aus. 1650 wurde, dem Zeitgeschmack entsprechend, eine barocke Fassade errichtet, wie das noch erhaltene Portal zeigt. Auch nach dem Untergang der Gerichtsherrschaft wohnten die Steiners noch lange im Schloss. Im Herbst 1874 wurde die Anstalt Uitikon am Albis als Zwangsarbeitsanstalt eröffnet, nachdem im Jahre zuvor 14 Gemeinden (Aesch, Birmensdorf, katholisch und reformiert Dietikon, Enge, Fluntern, Hottingen, Oberstrass, Riesbach, Uitikon, Urdorf, Wiedikon, Wipkingen und die Stadt Zürich) beschlossen hatten, eine bezirkseigene Anstalt zu schaffen. So wurde das Schlossgut Uitikon gekauft und ausgebaut. Ab 1877 erhielt die Anstalt staatliche Unterstützung. Am 12. April 1926 beschloss der Kantonsrat die Umwandlung der Anstalt in eine Arbeitserziehungsanstalt unter gleichzeitiger Aufhebung der Frauenabteilung. 1979 wurde die Anstalt um eine geschlossene Abteilung erweitert.
Der Gerichtsherr Hans Jakob Steiner erfüllte 1625 den Wunsch seines Bruders und machte sich ans Werk, für Uitikon eine Kirche zu bauen. Die Einwohner waren davon nicht besonders begeistert, mussten sie doch bedeutenden Frondienst leisten. Doch eine Strafpredigt des Gerichtsherrn hatte zur Folge, dass schon sechs Wochen später die Kirche mit dem aufgesetzten Türmchen unter Dach und Fach war. So wurde Uitikon die erste Gemeinde mit einem nachreformatorischen Kirchenbau. Für die römisch-katholischen Bewohner entstand im Jahr 1970 die Kirche St. Michael nach Plänen des ungarischen Architekten Dezsö Ercsi.
Die Sperrstelle Waldegg war eine im Rahmen der Limmatstellung von 1939 bis 1940 errichtete Sperre der Schweizer Armee, um einen gegnerischen Vorstoss in das Reusstal Richtung Gotthard zu verhindern.

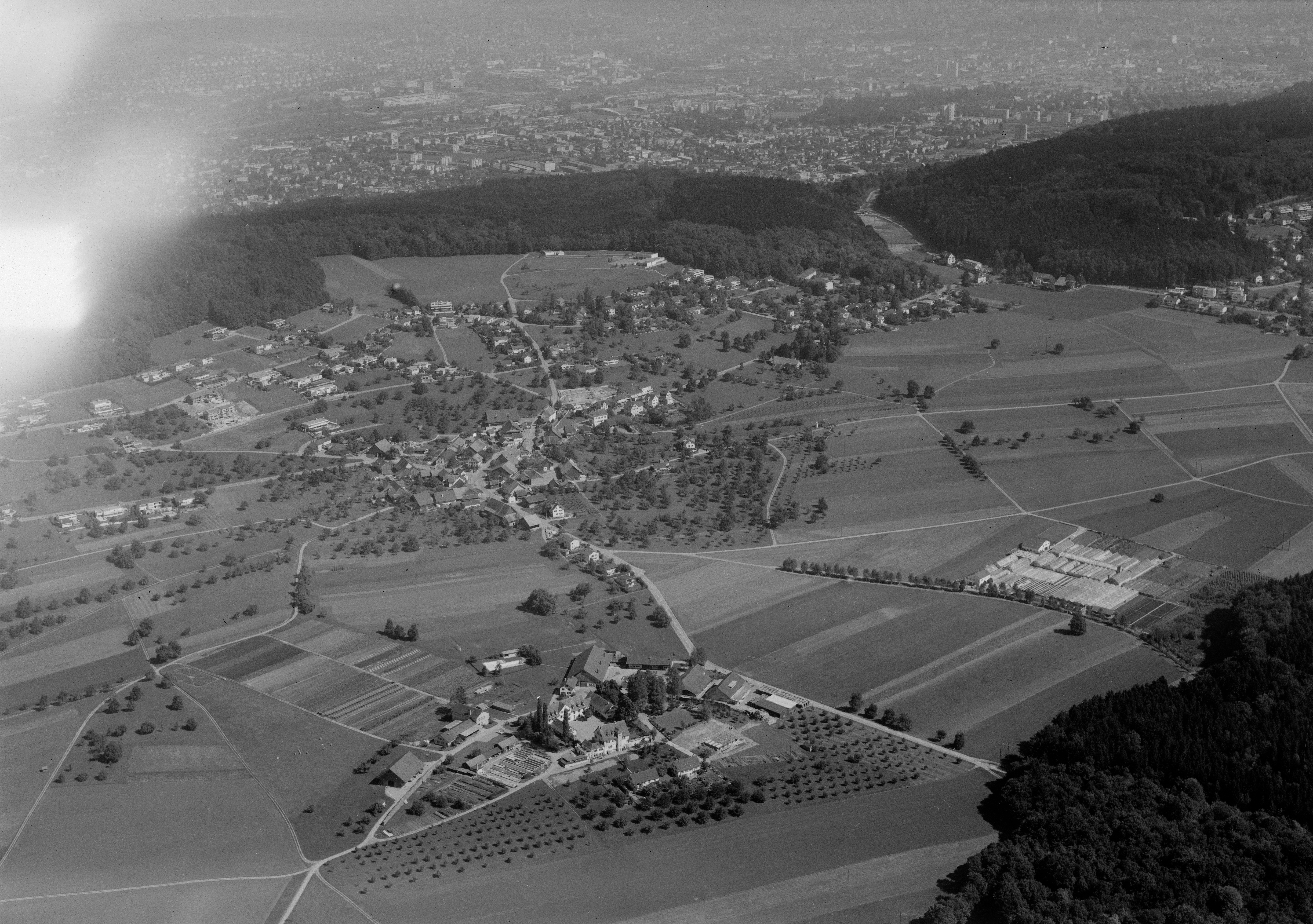
Luftbild (1966)

Die Richtplanung sorgt dafür, dass die Einwohnerzahl, die heute (2022) bei 5105 liegt, 4500 nicht wesentlich übersteigen wird. Die Gemeinde verfügt über ein eigenes Hallenbad mit Sauna, eine Sternwarte, ein neugestaltetes Dorfzentrum mit Saalbau, reformiertem Kirchenzentrum und Alterswohnungen. Der Dorfkern Uitikon ist von regional schützenswerter Bedeutung.

## Wappen

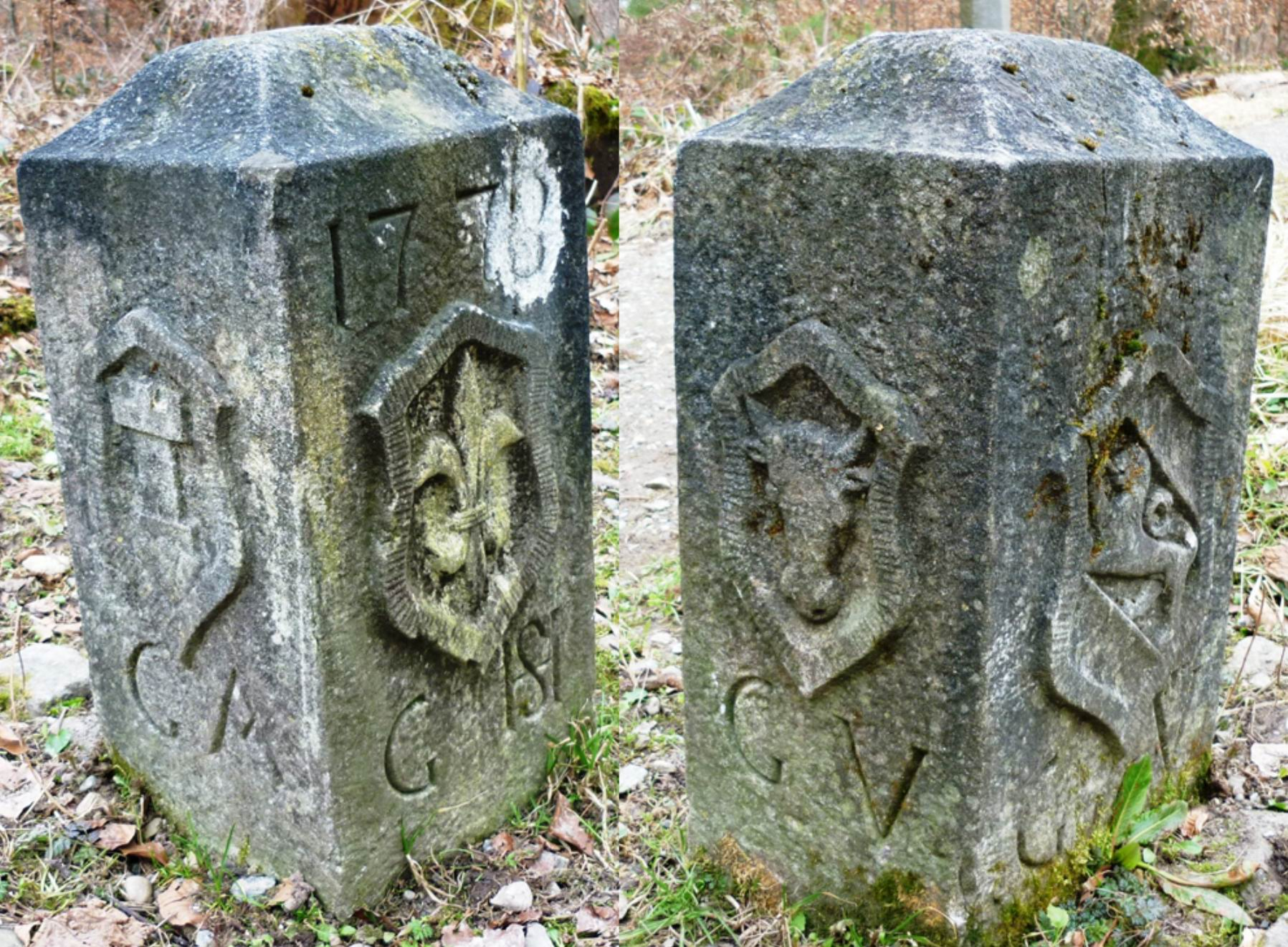
Viergemeindenstein Altstetten-Schlieren-Urdorf-Uitikon

Blasonierung:
In Rot ein goldener Schrägbalken, belegt mit einem schreitenden roten Löwen

## Bevölkerung
Nach Angaben des Statistischen Amtes des Kantons Zürich (Stand: 2022) sind 21,3 Prozent der Bevölkerung reformiert und 15,7 Prozent römisch-katholisch. 35,3 Prozent sind konfessionslos. Es gibt eine evangelisch-reformierte Kirchgemeinde, die der Landeskirche des Kantons Zürich angehört. Seit 1971 gibt es die katholische Kirche St. Michael; für sie ist die Pfarrei Aesch-Birmensdorf-Uitikon des Bistums Chur zuständig. Von 1956 bis 1967 amtierte Ernst Sieber in der reformierten Kirche von Uitikon.
| Jahr | Einwohner |
| ---- | --------- |
| 1634 | 140       |
| 1836 | 339       |
| 1850 | 310       |
| 1900 | 332       |
| 1950 | 1012      |
| 2000 | 3463      |
| 2005 | 3711      |
| 2010 | 3887      |
| 2015 | 4107      |
| 2020 | 4799      |
| 2022 | 5056      |

## Politik
Gemeindepräsident ist Chris Linder (FDP).
Bei den Nationalratswahlen 2023 betrugen die Wähleranteile in Uitikon: SVP 29,16 % (+1,03), FDP 28,42 % (−2,10), glp 15,44 % (−1,33), Mitte 9,61 % (+3,28), SP 9,11 % (+1,97), Grüne 5,18 % (−3,04), EVP 0,99 % (−0,06), EDU 0,32 (−0,55).

## Sehenswürdigkeiten

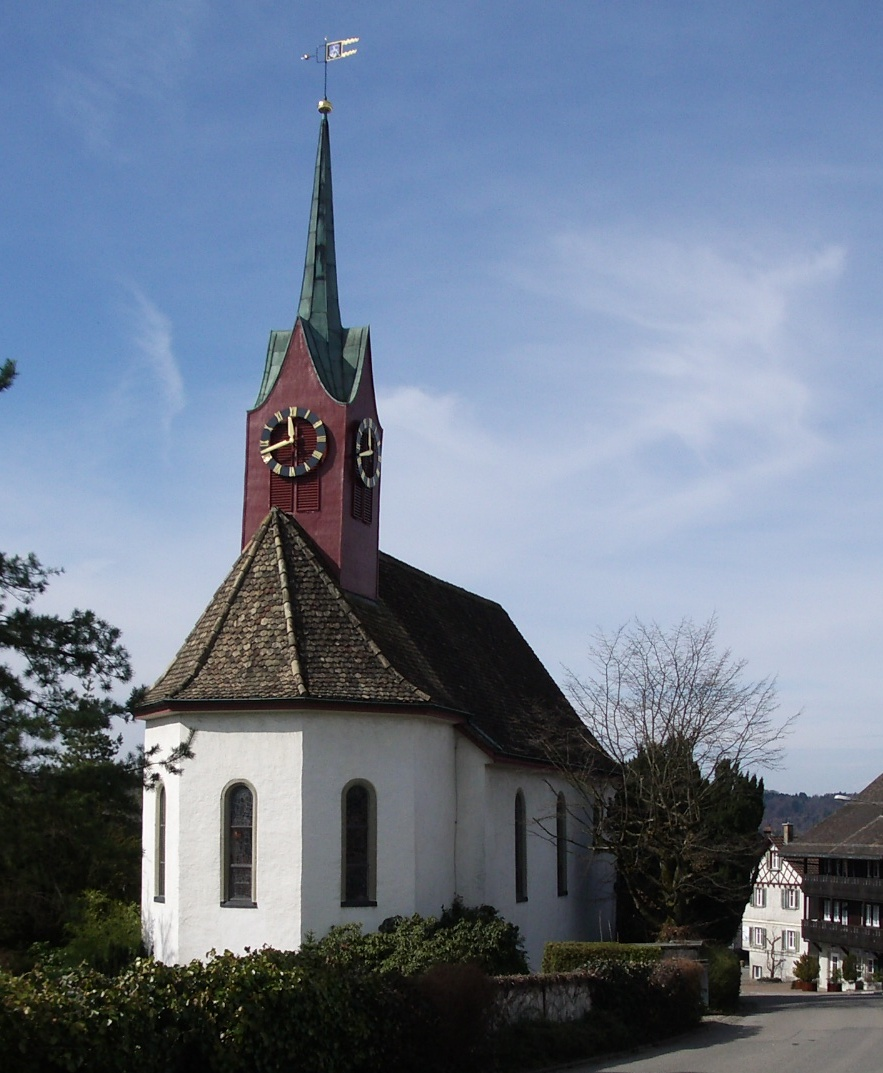
Reformierte Kirche Uitikon von 1625

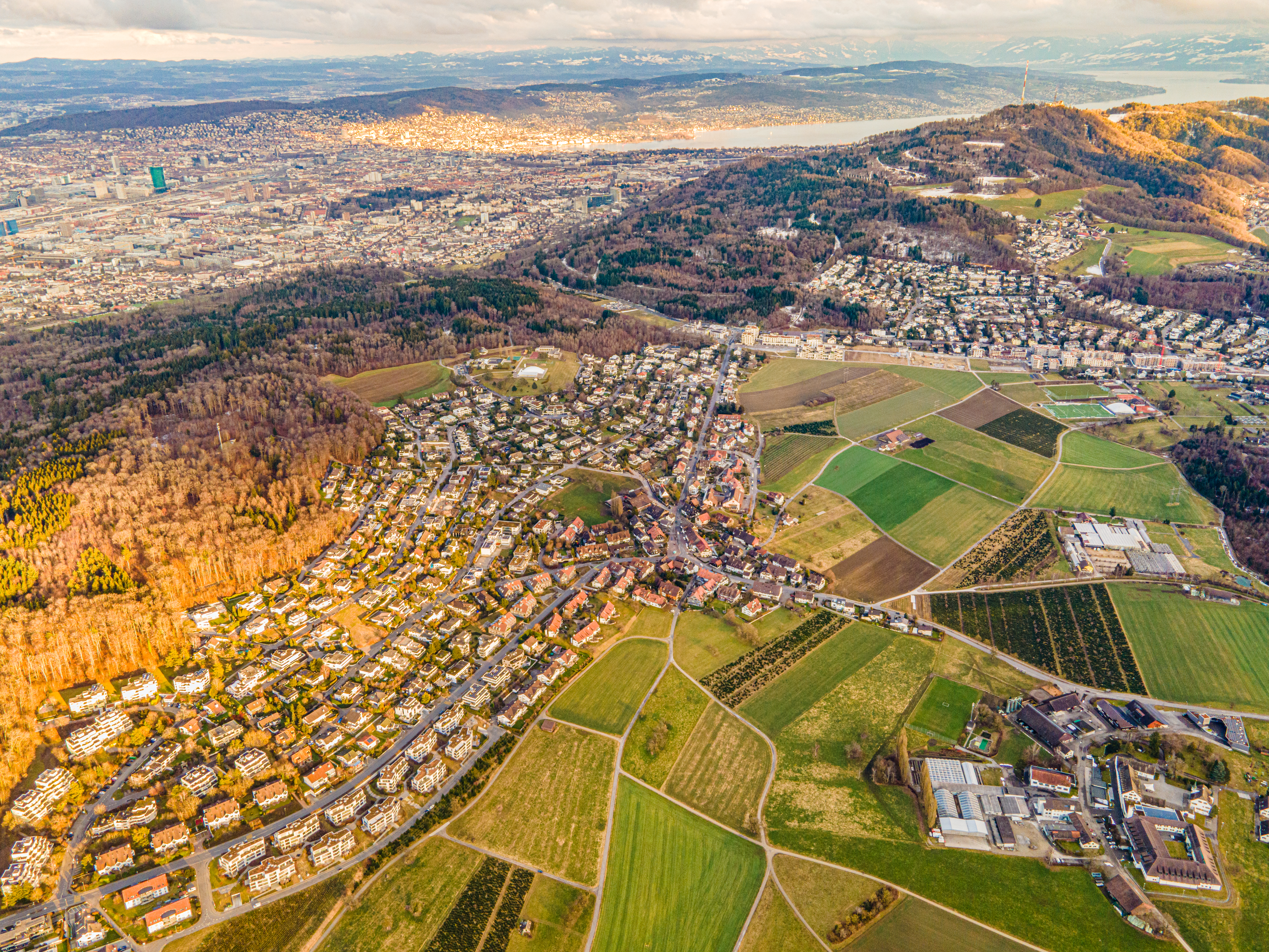
Sicht auf Uitikon von Westen. Im Vordergrund unten rechts das Massnahmenzentrum, im Hintergrund Uetliberg und Zürichsee.

## Verkehr
Auf Gemeindegebiet liegen die Bahnstationen Uitikon-Waldegg und Ringlikon der Sihltal-Zürich-Uetliberg-Bahn (SZU), an der Uetlibergbahn (S10), mit welcher man entweder in die Stadt Zürich oder auf den Zürcher Hausberg, den Uetliberg, gelangt. Busverbindungen bestehen nach Zürich-Triemli, Stallikon, Wettswil und Birmensdorf. Ebenfalls Teil des Zürcher Verkehrsverbunds ist die Buslinie 201, die halbstündlich unter der Woche Montag–Samstag und am Sonntag stündlich durchs Dorf nach Schlieren Zentrum/Bahnhof fährt. Mit dem Auto kann die Zürcher Westumfahrung als Teil der Autobahn A3 ohne weitere Ortsdurchfahrt direkt erreicht werden.

## Persönlichkeiten
- Andreas Brunner (* 1949), ehemaliger Leitender Oberstaatsanwalt des Kantons Zürich, aufgewachsen in Uitikon-Waldegg
- Ernst Kappeler (1911–1987), Schriftsteller, wohnte in Uitikon-Waldegg
- Roger Schawinski (* 1945), Medienunternehmer, wohnte in Uitikon-Waldegg
- Ernst Sieber (1927–2018), Pfarrer und Leiter eines Sozialwerks, wohnte und wirkte in Uitikon
- Hans Jakob Steiner (1576–1625), Gerichtsherr, Oberst und Regimentskommandeur während der Bündner Wirren
- Werner Vetterli (1929–2008), Sportreporter und Politiker (SVP), wohnte in Uitikon-Waldegg
- Erich Vogel (* 1939), Fussballtrainer und Manager, wohnt in Uitikon-Waldegg
- Willi Wottreng (* 1948), Schriftsteller, aufgewachsen in Uitikon-Waldegg und Bürger der Gemeinde
- Nelly Sauter (1959–2021), Fussballspielerin und Rekordhalterin in diesem Sport, geboren in Uitikon